# Super Bowl XVI
Super Bowl XVI var den 16. Super Bowl, finalekampen i National Football League (NFL) mellem vinderne af National Football Conference (NFC) og American Football Conference (AFC). Kampen blev spillet den 24. januar 1982 i Pontiac Silverdome i Pontiac, Michigan (en forstad til Detroit) som afslutning på den regulære 1981-sæson.
NFC-mestrene San Francisco 49'ers besejrede AFC-mestrene Cincinnati Bengals 26–21. Selvom Bengals i alt lavede 356 yards i deres angrebsserier imod 49'ers' blot 275 yards, fik San Francisco sig alligevel en 20-0-føring ved pausen og fik fremprovokeret 5 turnovers. Det var første gang i Super Bowl's historie at holdet, der havde taget flest yards, tabte.
49'ers quarterback, Joe Montana, blev udnævnt til Super Bowl XVI's MVP (mest værdifulde spiller) med 14 ud af 22 gennemførte afleveringer for 157 yards og 1 touchdown, mens han også fik løbet 18 yards og 1 touchdown.
Kampen var en af de mest sete udsendelser på amerikansk tv med mere end 85 millioner seere. Kampen sluttede da også af med at få 49.1 i Nielsen-rating – en ny Super Bowl-rekord.
| NFL | Spire Denne artikel om NFL er en spire som bør udbygges. Du er velkommen til at hjælpe Wikipedia ved at udvide den. |